# Emile Van Belle
Emile Van Belle (Lovendegem, 2 marzo 1903 – Bruxelles, 8 ottobre 1930) è stato un ciclista su strada belga.

## Carriera
Fratello maggiore di Gustave Van Belle, professionista tra il 1926 e il 1930, vinse il Giro dell'Harz nel 1928, e fu terzo alla la Liegi-Bastogne-Liegi nel 1928.

## Palmarès
- 1927

Gand-Bruxelles
- 1928

Giro dell'Harz

## Piazzamenti

### Classiche
- Milano-Sanremo

1927: 38º
- Liegi-Bastogne-Liegi

1928: 3º
1930: 6°
- Giro delle Fiandre

1930: 18º